# إطار مرجعي

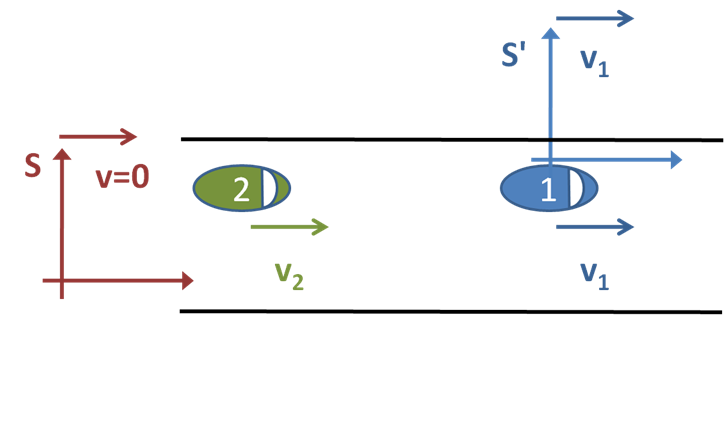

إطار مرجعي (Frame of Reference) (أو جملة إحداثيات مرجعية أو نظام مرجعي) هو مصطلح فيزيائي يشير إلى مجموعة محاور يقوم المراقب الفيزيائي (سواء كان مراقب نيوتن أو مراقب دالامبير) بتحديد موضع وحركة كل نقطة من نقاط النظام الفيزيائي.
يمكن لمراقبين مختلفين أن يقوما باختيار جملتين مرجعتين مختلفتين، أو ما يدعى أحيانا جملة مقارنة، لوصف نفس الجملة الفيزيائية. بالطبع يمكن للإطار المرجعي أن يأخذ أي شكل من أشكال الإحداثيات:
- الديكارتية أو الكارتيسية: المؤلفة من ثلاث محاور متعامدة.
- القطبية: المؤلفة من متّجه وزاويتيين.

## اقرأ أيضا
- إطار مرجعي عطالي